# Philip LaZebnik
Philip LaZebnik, né le 8 février 1953, est un scénariste et producteur américain. Il est connu pour avoir écrit les films d'animation Pocahontas (1995), Mulan (1998), Le Prince d'Égypte (1998) et La Route d'El Dorado (2000).

## Biographie
Natif de Columbia, dans le Missouri, Philip LaZebnik fréquente le lycée Hickman et sort diplômé du Harvard College en 1976, avec un bachelor of arts en lettres classiques. Ses frères sont Ken LaZebnik et Rob LaZebnik.
LaZebnik écrit le scénario des films d'animations Pocahontas, Mulan, Le Prince d'Egypte et La Route d'El Dorado . LaZebnik a également écrit des épisodes pour Wings, Star Trek : The Next Generation, Star Trek : Deep Space Nine, The Torkelsons et Almost Home. LaZebnik a siégé au conseil d'administration de la Writers Guild of America West (2001-02) et au comité exécutif de la branche des écrivains de l'Academy of Motion Picture Arts and Sciences (2001-03). Il a écrit de nombreux films et séries télévisées en Europe et aux États-Unis.
Il écrit également des comédies musicales. Il rédige le livret de Mit Eventyr – My Fairy Tale sur Hans Christian Andersen avec des chansons de Stephen Schwartz puis celui de Oktoberfest: the Musical avec la musique de Harold Faltermeyer. En collaboration avec Mads Æbeløe Nielsen, il écrit le livret de Djævelens lærling (ou L'apprenti du diable ), adaptation d'un roman fantastique danois à succès du même nom de Kenneth B. Andersen, avec des chansons et de la musique de Madeline Myers,. Il a co-écrit avec Ronald Kruschwak le livret de la comédie musicale Blanche-Neige et moi, musique et paroles de Pippa Cleary, dont la première a eu lieu à Brno, en République tchèque, à Meska Divadlo en 2022.
Il a écrit le livre pour la version musicale théâtrale de DreamWorks du Prince d'Egypte avec des chansons de Stephen Schwartz qui a débuté le 14 octobre 2017 au TheatreWorks à Palo Alto, en Californie  puis le 6 avril 2018 au Fredericia Theatre au Danemark. Le Prince d'Egypte est ensuite créé au Dominion Theatre dans le West End de Londres le 25 février 2020.

## Filmographie

### Film
| Année | Titre                                                     |
| ----- | --------------------------------------------------------- |
| 1995  | Pocahontas : Une légende indienne                         |
| 1998  | Mulan                                                     |
| 1998  | Le Prince d'Égypte                                        |
| 2000  | La Route d'Eldorado                                       |
| 2006  | Le Secret des Templiers                                   |
| 2006  | Astérix et les Vikings                                    |
| 2007  | The Treasure of the Templar Knights 2                     |
| 2007  | The Three Investigators and the Secret of Skeleton Island |
| 2000  | The Treasure of the Templar Knights 3                     |
| 2009  | The Three Investigators and the Secret of Terror Castle   |
| 2014  | Astérix : Le Domaine des dieux                            |
| 2015  | Emma and Santa Claus                                      |
| 2019  | The Shamer's Daughter 2                                   |
| 2022  | Richard the Stork and the Mystery of the Great Jewel      |
| 2023  | The Prince of Egypt : Live from the West End (en)         |

### Télévision
| Année     | Titre                               | Remarques             |
| --------- | ----------------------------------- | --------------------- |
| 1988-1989 | Jour après jour                     | 33 épisodes           |
| 1990-1991 | Ailes                               | 5 épisodes            |
| 1991-1992 | Les Torkelson                       | 5 épisodes            |
| 1991      | Star Trek : La prochaine génération | 2 épisodes            |
| 1993      | Presque à la maison                 | 3 épisodes            |
| 1994      | Star Trek : Deep Space Nine         | Épisode : Fascination |
| 2011      | Ludwig et le Père Noël              |                       |
| 2013      | Hindenburg : le dernier vol         |                       |
| 2013      | L'affaire de Hong Kong              |                       |

### Théâtre
| Année | Titre                       | Remarques        |
| ----- | --------------------------- | ---------------- |
| 2004  | Mit Eventyr – My Fairy Tale |                  |
| 2020  | The Prince of Egypt (en)    | West End Theatre |
| 2022  | Blanche-Neige et moi        |                  |

## Récompenses et nominations
| Année | Association   | Catégorie                                                | Projet            | Résultat   |
| ----- | ------------- | -------------------------------------------------------- | ----------------- | ---------- |
| 1995  | Prix CâbleAce | Programmation pour enfants                               | Mme Piggle-Wiggle | Nomination |
| 1995  | Prix CâbleAce | Série pour enfants                                       | Mme Piggle-Wiggle | Nomination |
| 1998  | Prix Annie    | Écriture exceptionnelle pour un long métrage d'animation | Mulan             | Lauréat    |